# Liste der Naturdenkmale in Lautersheim
Die Liste der Naturdenkmale in Lautersheim nennt die im Gemeindegebiet von Lautersheim ausgewiesenen Naturdenkmale (Stand 28. März 2024).

## Naturdenkmale
| Nr.         | Bezeichnung               | Lage                                | Beschreibung                                            | Bild                                    |
| ----------- | ------------------------- | ----------------------------------- | ------------------------------------------------------- | --------------------------------------- |
| ND-7333-103 | 16 Obstbäume an der L 448 | südlich des Ortes an der L 448 Lage | Pyrus communis, 15 Bäume, und Malus domestica, ein Baum | Direkt Bild zu diesem Denkmal hochladen |

## Ehemalige Naturdenkmale
| Nr. | Bezeichnung | Lage                            | Beschreibung                                       | Bild                                    |
| --- | ----------- | ------------------------------- | -------------------------------------------------- | --------------------------------------- |
|     | Vier Rüster | Hauptstraße, hinter Nr. 12 Lage | Ulmus sp., vier Bäume; Rechtsverordnung aufgehoben | Direkt Bild zu diesem Denkmal hochladen |